# Božava
Božava est un village de la municipalité de Sali (Comitat de Zadar) en Croatie. Au recensement de 2011, le village comptait 116 habitants.